# Macroeme
Macroeme is een kevergeslacht uit de familie van de boktorren (Cerambycidae). De wetenschappelijke naam van het geslacht werd voor het eerst geldig gepubliceerd in 1893 door Aurivillius.

## Soorten
Macroeme omvat de volgende soorten:
- Macroeme condyla (Martins, 1971)
- Macroeme cylindrica (Thomson, 1857)
- Macroeme plana (Perty, 1832)
- Macroeme priapica (Thomson, 1857)
- Macroeme similis Martins & Galileo, 2011
- Macroeme sobrina (Gounelle, 1909)
- Macroeme vittipennis (Melzer, 1935)